# Sou Yaty
Sou Yaty (17 dicembre 1991) è un calciatore cambogiano, portiere del Nagaworld.

## Carriera

### Club
Ha giocato nella prima divisione cambogiana.

### Nazionale
Con la nazionale cambogiana ha esordito nel 2012 prendendo parte al Campionato dell'ASEAN di calcio e all'AFC Challenge Cup.

## Statistiche

### Cronologia presenze e reti in nazionale
| Cronologia completa delle presenze e delle reti in nazionale ― Cambogia | Cronologia completa delle presenze e delle reti in nazionale ― Cambogia | Cronologia completa delle presenze e delle reti in nazionale ― Cambogia | Cronologia completa delle presenze e delle reti in nazionale ― Cambogia | Cronologia completa delle presenze e delle reti in nazionale ― Cambogia | Cronologia completa delle presenze e delle reti in nazionale ― Cambogia | Cronologia completa delle presenze e delle reti in nazionale ― Cambogia | Cronologia completa delle presenze e delle reti in nazionale ― Cambogia |
| Data                                                                    | Città                                                                   | In casa                                                                 | Risultato                                                               | Ospiti                                                                  | Competizione                                                            | Reti                                                                    | Note                                                                    |
| ----------------------------------------------------------------------- | ----------------------------------------------------------------------- | ----------------------------------------------------------------------- | ----------------------------------------------------------------------- | ----------------------------------------------------------------------- | ----------------------------------------------------------------------- | ----------------------------------------------------------------------- | ----------------------------------------------------------------------- |
| 2-6-2016                                                                | Kaohsiung                                                               | Taipei cinese                                                           | 2 – 2                                                                   | Cambogia                                                                | Qual. Coppa d'Asia 2019                                                 | -2                                                                      |                                                                         |
| 7-6-2016                                                                | Phnom Penh                                                              | Cambogia                                                                | 2 – 0                                                                   | Taipei cinese                                                           | Qual. Coppa d'Asia 2019                                                 | -                                                                       |                                                                         |
| 20-11-2016                                                              | Yangon                                                                  | Malaysia                                                                | 3 – 2                                                                   | Cambogia                                                                | AFF Cup 2016 - 1º turno                                                 | -3                                                                      |                                                                         |
| 23-11-2016                                                              | Yangon                                                                  | Cambogia                                                                | 1 – 3                                                                   | Birmania                                                                | AFF Cup 2016 - 1º turno                                                 | -3                                                                      |                                                                         |
| 8-6-2017                                                                | Phnom Penh                                                              | Cambogia                                                                | 0 – 2                                                                   | Indonesia                                                               | Amichevole                                                              | -                                                                       |                                                                         |
| 13-6-2017                                                               | Phnom Penh                                                              | Cambogia                                                                | 1 – 0                                                                   | Afghanistan                                                             | Qual. Coppa d'Asia 2019                                                 | -                                                                       | 90+4’                                                                   |
| 5-9-2017                                                                | Phnom Penh                                                              | Cambogia                                                                | 1 – 2                                                                   | Vietnam                                                                 | Qual. Coppa d'Asia 2019                                                 | -2                                                                      |                                                                         |
| 10-10-2017                                                              | Hanoi                                                                   | Vietnam                                                                 | 5 – 0                                                                   | Cambogia                                                                | Qual. Coppa d'Asia 2019                                                 | -5                                                                      |                                                                         |
| 14-11-2017                                                              | Phnom Penh                                                              | Cambogia                                                                | 0 – 1                                                                   | Giordania                                                               | Qual. Coppa d'Asia 2019                                                 | -1                                                                      |                                                                         |
| 27-3-2018                                                               | Dušanbe                                                                 | Afghanistan                                                             | 2 – 1                                                                   | Cambogia                                                                | Qual. Coppa d'Asia 2019                                                 | -2                                                                      |                                                                         |
| Totale                                                                  |                                                                         | Presenze                                                                | 10                                                                      |                                                                         | Reti                                                                    | -20                                                                     |                                                                         |

## Palmarès

### Club

#### Competizioni nazionali
- C-League: 1

Nagaworld: 2018